# Schwicker János Henrik
Schwicker János Henrik (Újbesenyő, 1839. április 28. – Budapest, 1902. július 7.) történész, tanár és országgyűlési képviselő.

## Pályája
Tanulmányait a szülői háznál kezdte, majd a reáliskolában, később pedig a verseci tanítóképzőben folytatta, ahol 1856-ban tanítói képesítést nyert. 1865-ben tanári vizsgát tett német nyelv- és irodalomból, földrajzból és történelemből.
Segédtanítóként kezdte pályafutását Versecen, 1857-től tanítóként működött Csákován és Nagybecskereken. 1869-ben báró Eötvös József közoktatásügyi miniszter a budai magyar királyi tanítóképző igazgatójának nevezte ki. 1871-ben a pesti-lipótvárosi királyi főgimnáziumban a német nyelv- és irodalom rendes tanára lett; 1873-tól egyszersmind ugyanazon tantárgyak magántanára a József-műegyetemen. 1887-ben a Segesvári kerület (Nagyküküllő megye) majd 1897-től a Keresztény-Sziget kerület (Szeben megye.)  kerülete szabadelvű programmal országgyűlési képviselővé választatott; ugyanúgy a többi választásnál 1901-ig. az országgyűlésben az erdélyi szászok nemzetiségi törekvéseiben vett részt. A helynevekről szóló vita után kilépett a partból.
Feleségétől Nack Ilonától (†1894) öt gyermeke született: Brúnó, Alfréd (1864-1950) vegyész, (kinek neje Koller Selma, Koller Károly udvari fényképész lánya volt), Richárd, és Hildegárd. Ottó nevű fiuk 1885-ben halt meg 18 éves  korában.

## Munkássága
Az irodalom terén több évtizeden keresztül működött; 1867 és 1876 között német és magyar nyelvű  tanügyi szaklapoknak volt szerkesztője. Működése során főleg történelmi, földrajzi, néprajzi valamint statisztikai témákkal foglalkozott. Irodalmi tevékenysége elismeréséül irodalmi és művészeti aranyéremmel tüntették ki, emellett a prágai és belgrádi Tudományos Akadémiá levelező- a berlini, bécsi akadémia levelező tagja.
Szépirodalmi pedagógiai, történelmi és publicisztikai cikkeket írt 1857-től a következő hírlapok és folyóiratokba: Illustr. Haus- u. Familienbuch (Wien), Mussestunden, Westermann's Monatshefte, Heinrich's Monatshefte, a Bécsben megjelenő österr. Schulbote, Volksschule, Unterrichts-Zeitung, Temesvarer Zeitung, bécsi Presse (magyarországi politikai levelek) Pester Lloyd, Ungarischer Lloyd (főmunkatárs), augsburgi Allg. Zeitung, bécsi Allg. Literatur-Zeitung (1861-73. könyvismertetések).
Cikkei jelentek meg: az Oesterr. Vierteljahrsschrift für kath. Theologie-ban (1868. Kurzgefasste Geschichte der Besitzverhältnisse des Csanáder Bisthums); az Internationale Revueben (1867. Die neuesten Ansichten über den Ursprung der Magyaren); a Literar. Handweiserben (1867. Die ungarische Literatur seit 1830); a Magazin für die Literatur des Auslandesben (1871. Baron Joseph Eötvös és számos könyvismertetés a magyar történelmi és etnográfiai irodalom termékeiről); a M. Tanügyben (I. 1871. Népiskoláink főhiányairól); a Századokban (1878. Magyarország és a spanyol örökösödési háború, 1884. Felelet Ballagi A. úr bírálatára); a Jaresbericht der Geschichts-wissenschaftban (Berlin, 1878. Ismerteti a magyar újabb történeti irodalmat); a Zipser Boteban (1881. 22., 23. sz.); a Siebenb. deutsch. Tageblattban (1891. 5292. In Weimar und im Goethe-Haus); az Auslandban (1891. Geschmückte Ostereier, Aus dem ungarischen Volksleben); az Ung. Revueben (1892. Die Sabbatharier in Siebenbürgen); az Ung. Weisskirch. Volksblattban (1900. 18. sz. Die Einwanderung der südungarischen Deutschen, 1902. 26. sz. Etwas von den Deutschen in der Zips, 40. sz. Die Deutschen in Südungarn.)

## Művei
1. Geschicte des Temeser Banats. Gross-Becskerek, 1861. (Ismerteti: Bud. Szemle XIV. 1862.)
2. Cardinal Martinuzzi und die Reformation in Ungarn und Siebenbürgen. Wien, 1867. (Különnyomat az Österr. Vierteljahrsschrift für kath. Theologieból. Ismerteti: Századok 1868.)
3. Vezérfonal a számolási oktatásban. Strehl János munkája 4. kiadása szerint ford. I. rész. A szóbeli számolás a számsorban egytől százig. (A népiskolák I. oszt. számára.) Bécs, 1869. (Nyom. Pozsonyban.)
4. Deutsche Sprachlehre. Uo. 1870. (3. kiad. 1875., 6. kiad. 1884., 8. kiad. 1890. Uo. Ismerteti: Bud. Hirlap 1891. 207. sz.)
5. Die Katholiken-Autonomie in Ungarn. Pesth, 1870. (Ismerteti: Uj M. Sion, M. Prot. Figyelmező.)
6. Magyarország földrajza az ált. földirat rövid vázlatával. Népiskolák számára. Uo. 1870. (2. kiadás. Uo. 1872. Ismerteti: M. Tanügy 1873., 3. kiadás 1874. Uo. Ismerteti: Néptanítók Lapja 1870.)
7. Die letzten Regierungsjahre der Kaiserin-Königin Maria Theresie 1773-1780. Wien, 1871. Két rész. (Oesterreichischen Geschichte für das Volk XIII.)
8. Képek Magyarország történetéből. Népiskolák számára. Pest, 1871. (2. kiadás: Magyarország története képekben cz. Budapest, 1875., 3. k. 1878. Uo. Németül. Uo. 1870. és 1874.)
9. Vor den Wahlen. Pesth, 1872.
10. Ein offenes Wort an die Wähler. Uo. 1872.
11. Általános földrajz, különös tekintettel az osztrák-magyar monarchiára. Budapest, 1872. (2. kiadás 1874. Uo. Ismerteti: M. Tanügy 1873., 3. bőv. k. 1877., 4. bőv. k. 1879., 5. bőv. k. 1882., 6. bőv. k. 1888., 7. átdolg. k. 1893. Schwicker Bruno által. 9. k. 1903. Uo.)
12. Die bürgerlichen Rechte und Pflichten. Aus dem Ungarischen des J. Környei. Uo. 1873. (2. kiadás.)
13. Allg. Geographie. Uo. 1874. (2. kiadás.)
14. Zur Geschichte der kirchlichen Union in der croatischen Militärgränze. Wien, 1874.
15. Geographie von Ungarn. Uo. 1875. (6. kiadás.)
16. Deutsche Sprach- und Stylbuch. Uo. 1875. (5. kiadás, 8. jav. k. 1885., 10. jav. k. 1889.)
17. Ungarn. Kurzgefasste Darstellung. Wien, 1874. (3. kiadás.)
18. Deutsches Stylbuch. Uo. 1875-76. Három rész. (3. kiadás. Uo. 1887.)
19. Statistik des Königreichs Ungarn. Stuttgart, 1877.
20. Die ungarischen Schulgesetze, sammt den ministeriellen Instruktionen und Cirkular-Schreiben zur Durchführung derselben. Budapest, 1877. Három kötet.
21. Bajorország és a magyar örökösödési háború. Uo. 1878.
22. Die Orient-Politik. Ruslands, von Benjamin von Kállay. Aus dem Ungarischen. Uo. 1878.
23. Geschichte der Serben, von Benjamin von Kállay. Aus dem Ungarischen. Uo. 1878.
24. Ungarische Hochlandsbilder. Erzählungen, Jagdabenteur und Sagen aus den Karpaten. Wien und Teschen, év n.
25. Das ungarische Unterrichtswesen am Schlusse des Schuljahres 1877-78. Budapest, 1879.
26. Politische Geschichte der Serben in Ungarn. Uo. 1880. (Ismerteti: Századok.)
27. Statisztikai tabellák a föld minden országairól, különös tekintettel Magyarország és az osztrák-magyar monarchiára, Hübner Ottó után átdolgozta. (36 tábla.) Pozsony, 1880 és 1884.
28. Die ungarischen Gymnasien. Geschichte. System. Statistik. Budapest, 1881.
29. A német helyesírás szabályai gyakorlatokkal és helyesirási szótárral ellátva. Uo. 1881. (Tiber Ágosttal együtt. Ismerteti: Egyet. Philologiai Közlöny.)
30. Die Deutschen in Ungarn und Siebenbürgen. Wien und Teschen, 1881. (Die Völker Oesterreich-Ungarns III. Ismerteti: Századok 1884.)
31. Julius Schvarcz und seine Schriften. Pozsony, 1882.
32. Geschichte der österreichischen Militärgränze. Teschen, 1883.
33. Die Zigeuner in Ungarn und Siebenbürgen. Uo. 1884. (Die Völker Oesterreich-Ungarns XII.)
34. Német nyelv- és gyakorlókönyv a középiskolák alsóbb osztályai számára. Budapest, 1885.
35. Das Königreich Ungarn, Brünn, 1886. (Die Länder Oesterreich-Ungarns in Wort und Bild XII.)
36. Peter Pázmány, Cardinal Erzbischof und Primas von Ungarn und seine Zeit. Köln, 1888.
37. Geschichte der ungarischen Litteratur. Leipzig, 1889. (Ismerteti: Századok, Egy. Philol. Közlöny, Ung. Revue, Bud. Szemle LIX., M. szemle, Vas. Ujs. 10. sz.)
38. Die nationalpolitischen Ansprüche der Rumänen in Ungarn. Budapest, 1894.